# Maszyna drążąca

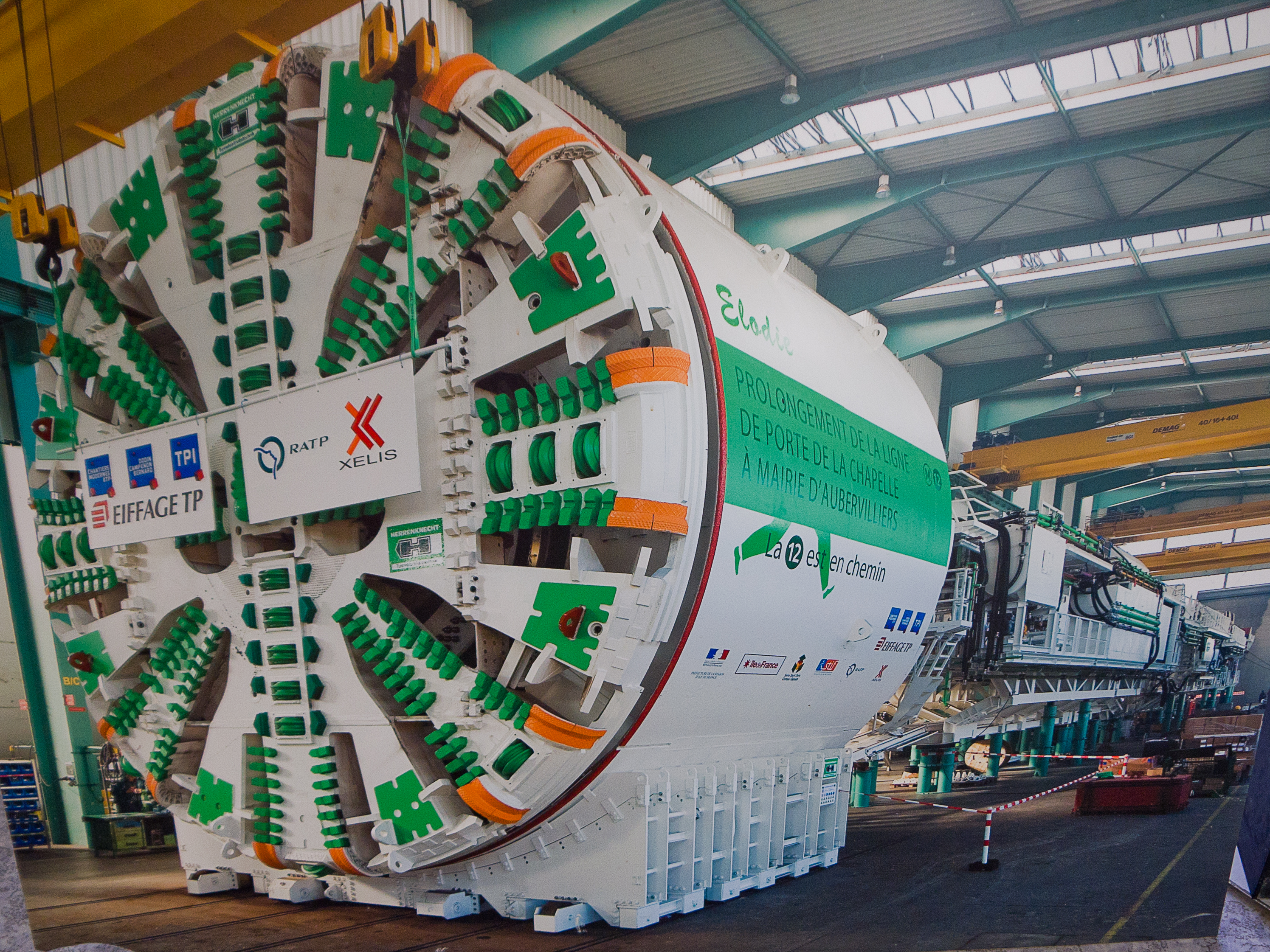
Maszyna drążąca

Maszyna drążąca tunel, TBM, tunelownica (ang. tunnel boring machine, fr. tunnelier) – maszyna służąca do drążenia tuneli. Używana przede wszystkim w twardym, skalistym podłożu, jakkolwiek stosuje się ją również w kruchych niestabilnych gruntach pozbawionych wód podskórnych lub głębinowych.
Maszyny drążące są przewidziane do wytrzymania nacisku rzędu 300−500 MPa.
Stosowane mogą być w spękanych i niestabilnych skałach, także przy dużym stopniu ich nawodnienia.
W wyniku drążenia powstaje wyrobisko podziemne o cylindrycznym kształcie.
Tunelownice wyposażone są w wodoszczelne osłony tarczy, głowicy skrawającej (tarczy) oraz tyłu. Średnica tarczy jest uzależniona od indywidualnych potrzeb (czyli koniecznej szerokości tunelu). Rekordową średnicę 19,25 metra miała osiągnąć tarcza użyta do budowy tunelu „Orłowski” pod rzeką Newą w Petersburgu. Projekt nie został jednak zrealizowany.
Maszyna, której użyto przy budowie centralnego odcinka II linii metra warszawskiego, miała tarczę o średnicy 6,27 m, długość 97 m oraz masę całkowitą 615 t. Maszyna, która drążyła tunele pod Martwą Wisłą w Gdańsku, posiadała tarczę o średnicy 12,6 m, miała 91 m długości, i ważyła 2200 t. Maszyna, która drążyła tunel pod Świną w Świnoujściu, posiadała tarczę o średnicy 13,46 m, miała 101 m długości i ważyła 2740 t. 
Europejskim producentem tunelownic jest niemieckie przedsiębiorstwo Herrenknecht ze Schwanau.

## Galeria

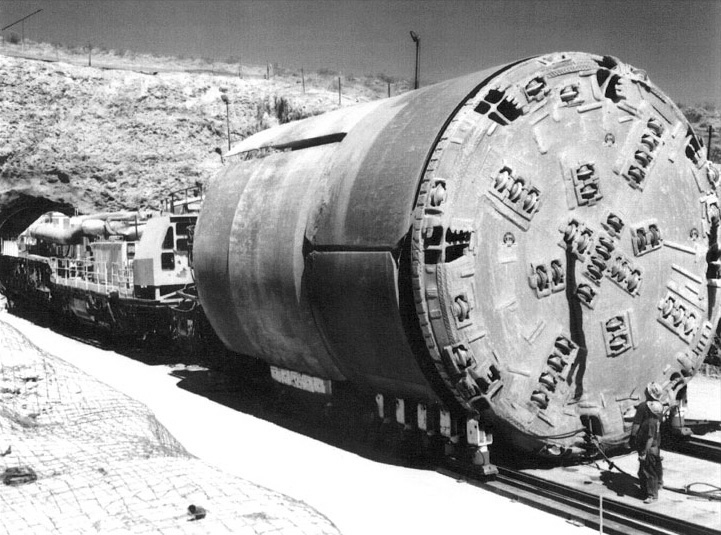
Tunelownica w Nevadzie
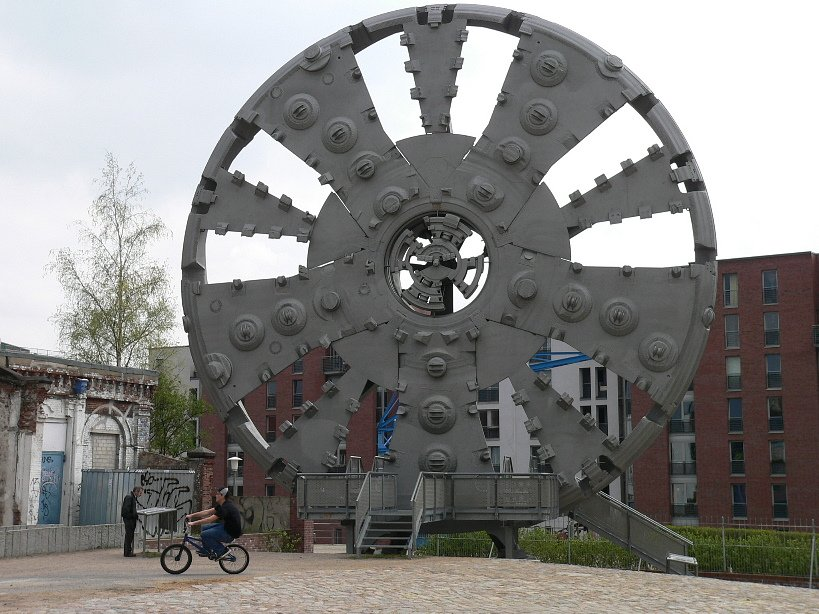
Tarcza tnąca tunelownicy
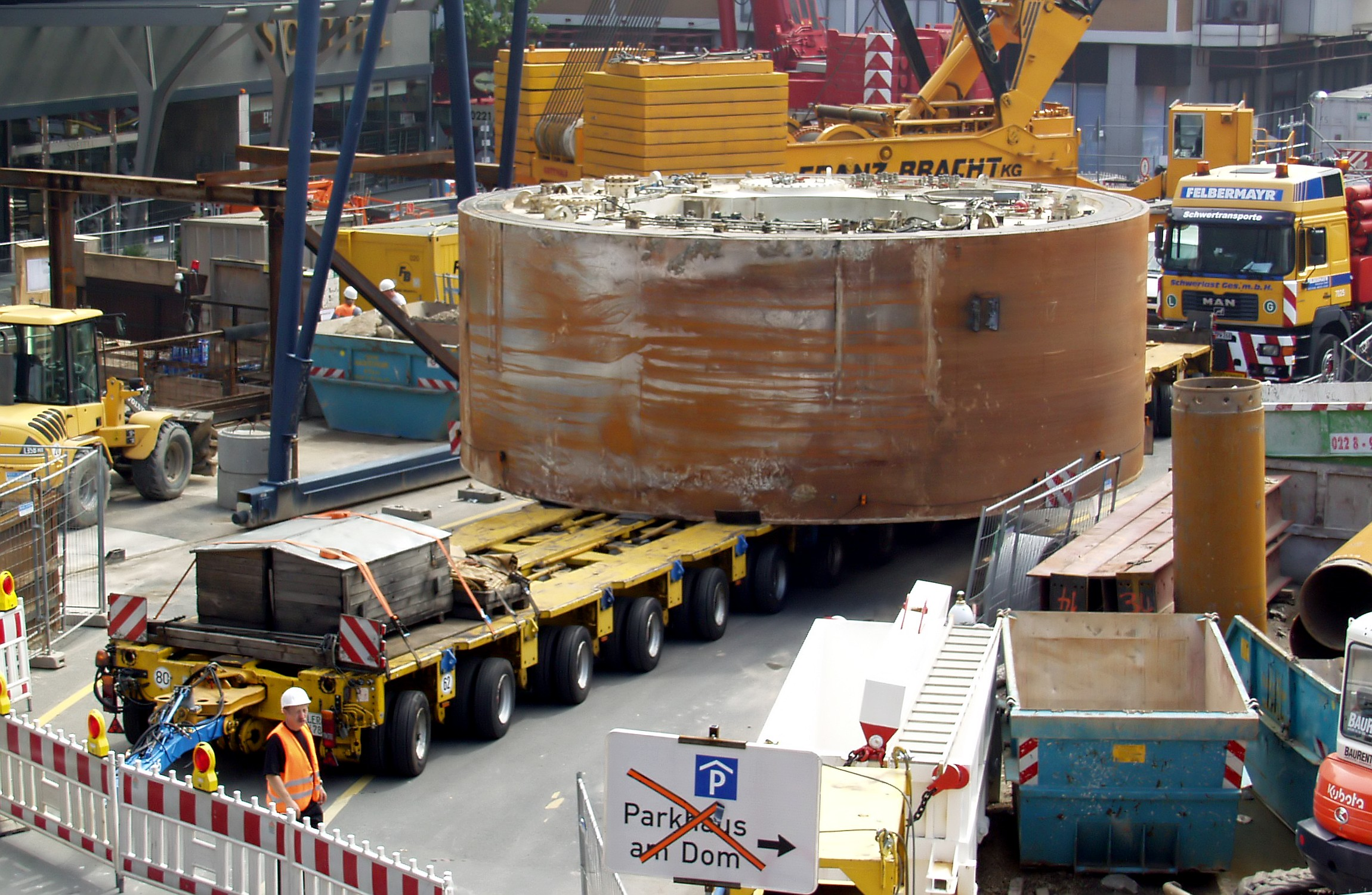
Część tunelownicy w Kolonii
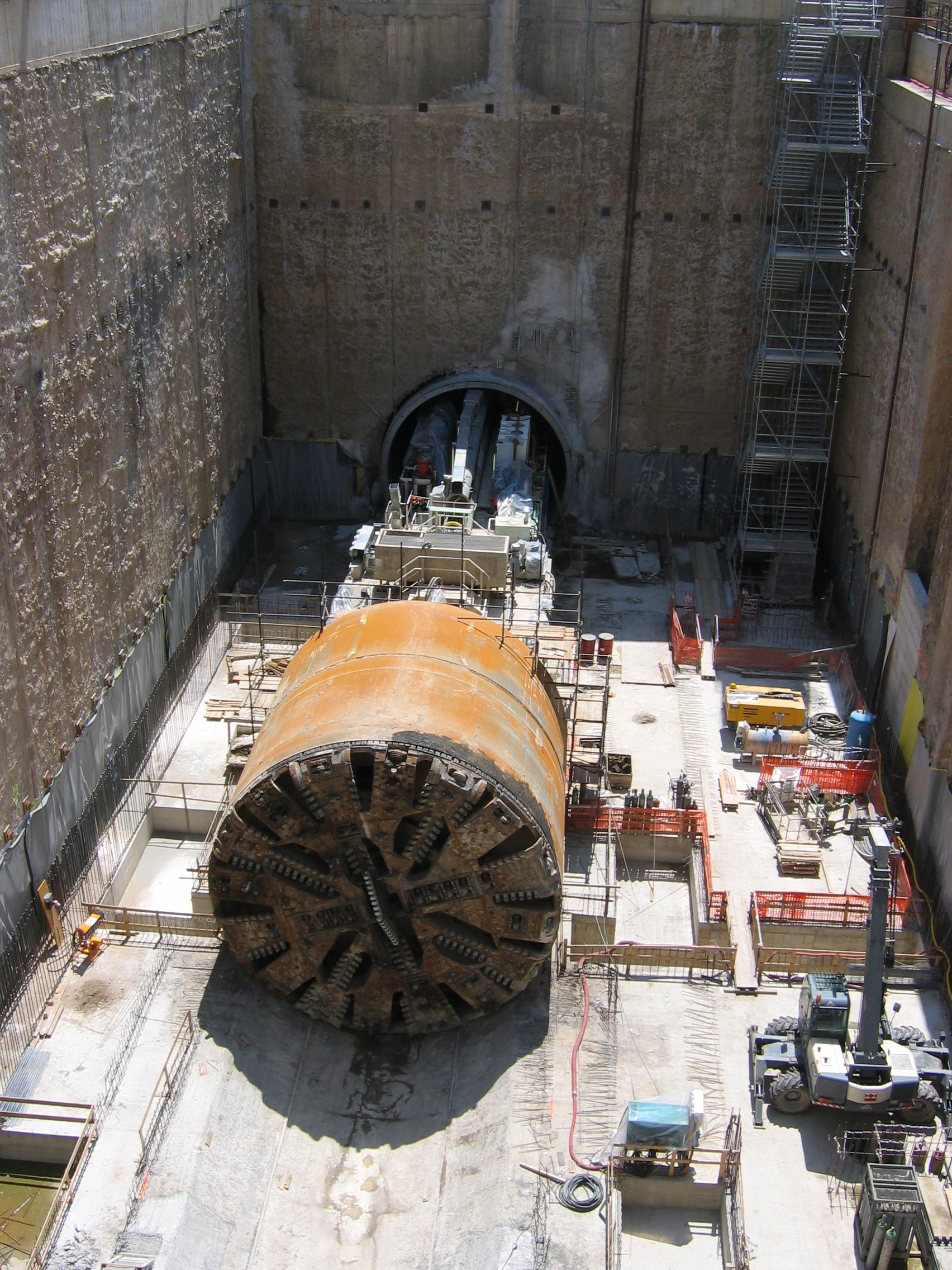
Tunelownica w Brescii
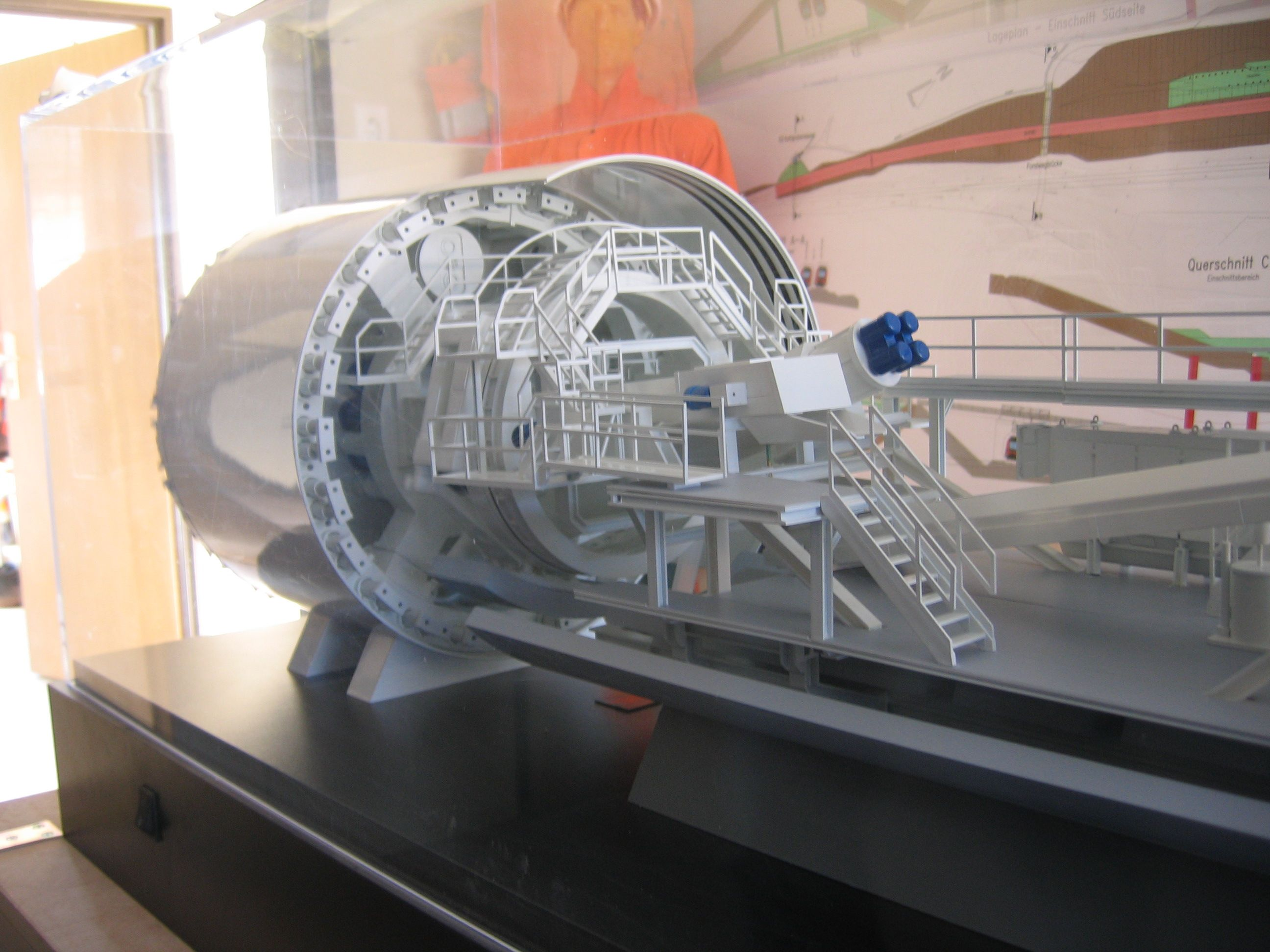
Model tunelownicy